# УЭС (футбольный клуб)
УЭС — сальвадорский футбольный клуб из Сан-Сальвадора, выступает в Премере Сальвадора, высшем дивизионе Сальвадора. Домашние матчи команда проводит на стадионе «Эстадио Университарио УЭС», вмещающем 10000 человек. «УЭС» представляет высшее учебное заведение, одно из крупнейших и старейших университетов в стране — Университет Эль-Сальвадор.